# Élections au Parlement valencien de 2015
Les élections au Parlement valencien de 2015 (en catalan : Eleccions a les Corts Valencianes de 2015, en espagnol : Elecciones a las Cortes Valencianas de 2015) se tiennent le dimanche 24 mai 2015, afin d'élire les 99 députés de la IXe législature du Parlement valencien pour un mandat de quatre ans.

## Contexte
Au cours des élections parlementaires du 22 mai 2011, le Parti populaire remporte une nouvelle fois la majorité absolue des sièges avec 55 députés, ce qui permet à son chef de file Francisco Camps d'entamer son troisième mandat de président de la Généralité valencienne. Trois autres formations parviennent à franchir le seuil électoral de 5 % et obtenir une représentation parlementaire : le Parti socialiste ouvrier espagnol, qui obtient 33 sièges, la Coalition Compromís qui fait élire six parlementaires, et la Gauche unie du Pays valencien (EUPV) qui totalise cinq mandats. Le 16 juin suivant, Francisco Camps est effectivement investi chef de l'exécutif de la communauté autonome par une majorité de députés.
Francisco Camps annonce cependant dès le 20 juillet suivant qu'il a l'intention de démissionner de ses fonctions, après sa mise en examen par un juge d'instruction dans un scandale de corruption touchant le Parti populaire, l'affaire Gürtel. Peu après, la direction du parti au pouvoir choisit de le remplacer par le maire de Castellón de la Plana, Alberto Fabra. Il reçoit la confiance du Parlement valencien six jours plus tard, le 26 juillet 2011.

## Mode de scrutin
Le Parlement valencien (Corts valencianes) est une assemblée parlementaire monocamérale constituée de 99 députés (diputats) élu pour une législature de quatre ans au suffrage universel direct selon les règles du scrutin proportionnel d'Hondt par l'ensemble des personnes résidant dans la communauté autonome où résidant momentanément à l'extérieur de celle-ci, si elles en font la demande.

### Convocation du scrutin
Conformément à l'article 23 du statut d'autonomie de la Communauté valencienne, le Parlement est élu pour un mandat de quatre ans. L'article 14 de loi électorale valencienne du 1er mars 1987 précise que les élections sont convoquées au moyen d'un décret du président de la Généralité valencienne, publié au Journal officiel, et que le scrutin se tient entre 54 et 60 jours à compter de la publication du décret.

### Nombre de députés par circonscription
L'article 23 du statut d'autonomie prévoit que « le Parlement valencien sera constitué d'un nombre de députés qui ne sera pas inférieur à 99 ». L'article 11 de la loi électorale attribue à chaque circonscription 20 sièges d'office, les 39 mandats restant étant distribués en fonction de la population provinciale. L'article 10 énonce effectivement que « lors des élections au Parlement valencien, chaque province formera une circonscription électorale. ».
Le décret de convocation des élections, publié le 31 mars 2015, dispose que la circonscription d'Alicante se voit attribuer 35 députés, la circonscription de Castellón 24 députés et la circonscription de Valence 40 députés.

### Présentation des candidatures
Peuvent présenter des candidatures, : 
- les partis et fédérations de partis inscrits auprès des autorités ;
- les coalitions de partis et/ou fédérations inscrites auprès de la commission électorale au plus tard dix jours après la convocation du scrutin ;
- les groupes d'électeurs bénéficiant du parrainage d'au moins 1 % des électeurs de la circonscription.

### Répartition des sièges
Seules les listes ayant recueilli au moins 5 % des suffrages valides dans l'ensemble de la communauté autonome peuvent participer à la répartition des sièges à pourvoir dans une circonscription, qui s'organise en suivant différentes étapes : 
- les listes sont classées en une colonne par ordre décroissant du nombre de suffrages obtenus ;
- les suffrages de chaque liste sont divisés par 1, 2, 3... jusqu'au nombre de députés à élire afin de former un tableau ;
- les mandats sont attribués selon l'ordre décroissant des quotients ainsi obtenus[12].

## Campagne

### Principales forces politiques
| Force politique | Force politique                                                    | Force politique      | Chef de file                               | Idéologie                                                                     | Résultats en 2011          |
| --------------- | ------------------------------------------------------------------ | -------------------- | ------------------------------------------ | ----------------------------------------------------------------------------- | -------------------------- |
|                 | Parti populaire Partit Popular                                     | PP                   | Alberto Fabra (Président de la Généralité) | Centre droit à droite Libéral-conservatisme, démocratie chrétienne, unionisme | 50,7 % des voix 55 députés |
|                 | Parti socialiste ouvrier espagnol Partit Socialista Obrer Espanyol | PSOE                 | Ximo Puig                                  | Centre gauche Social-démocratie, progressisme, valencianisme                  | 28,8 % des voix 33 députés |
|                 | Coalition Compromís Coalició Compromís                             | Compromís            | Mònica Oltra                               | Gauche Valencianisme, écologisme, progressisme                                | 7,4 % des voix 6 députés   |
|                 | Accord citoyen (ca) Acord Ciutadà                                  | Acord                | Ignacio Blanco (ca)                        | Gauche radicale Écosocialisme, républicanisme, valencianisme                  | 7,8 % des voix 5 députés   |
|                 | Ciudadanos Citoyens                                                | Cs                   | Carolina Punset                            | Centre Social-libéralisme, réformisme, unionisme                              | Pas créé                   |
|                 | Podemos Nous pouvons                                               | Podemos Nous pouvons | Antonio Montiel (ca)                       | Gauche radicale Socialisme démocratique, anticapitalisme, populisme           | Pas créé                   |

### Sondages
| Institut                 | Date          | Date   |        |        |         |        |       |        |        | Autres | Blancs |
| ------------------------ | ------------- | ------ | ------ | ------ | ------- | ------ | ----- | ------ | ------ | ------ | ------ |
| Institut                 | Date          | Date   |        |        |         |        |       |        |        |        |        |
| SigmaDos                 | mai 2015      | Voix   | 31,2 % | 21,2 % | 9,5 %   | 4,9 %  | –     | 13,0 % | 15,4 % | 4,8 %  |        |
| SigmaDos                 | mai 2015      | Sièges | 34-36  | 24-25  | 8-9     | 0-5    | 0     | 12-13  | 16     | 0      |        |
| Invest Group             | mai 2015      | Voix   | 24,7 % | 19,3 % | 13,2 %  | 5,8 %  | 0,6 % | 13,5 % | 17,6 % | 5,3 %  |        |
| Invest Group             | mai 2015      | Sièges | 27     | 20     | 13      | 6      | 0     | 14     | 19     | 0      |        |
| SigmaDos                 | mai 2015      | Sièges | 33-34  | 23-24  | 8-9     | 4-5    | –     | 11-13  | 17     | 0      |        |
| GAD 3                    | mai 2015      | Voix   | 29,7 % | 19,5 % | 11,6 %  | 4,2 %  | 0,8 % | 12,2 % | 16,2 % | 5,8 %  |        |
| GAD 3                    | mai 2015      | Sièges | 32-33  | 20-21  | 12-13   | 0      | 0     | 13-14  | 19-20  | 0      |        |
| CIS                      | avril 2015    | Voix   | 30,4 % | 19,9 % | 8,1 %   | 4,3 %  | 1,5 % | 16,5 % | 15,3 % | 4,0 %  |        |
| CIS                      | avril 2015    | Sièges | 33-35  | 22-23  | 7-8     | 0      | 0     | 19     | 16     | 0      |        |
| SigmaDos                 | avril 2015    | Voix   | 29,7 % | 18,4 % | 12,2 %  | 3,6 %  | 1,0 % | 14,8 % | 16,1 % | 4,2 %  |        |
| SigmaDos                 | avril 2015    | Sièges | 33     | 19-22  | 12-14   | 0      | 0     | 15-16  | 17     | 0      |        |
| MyWord                   | avril 2015    | Voix   | 26,5 % | 19,7 % | 10,8 %  | 5,3 %  | 1,0 % | 13,4 % | 18,1 % | 4,8 %  |        |
| MyWord                   | avril 2015    | Sièges | 28-31  | 22-26  | 8-11    | 3-5    | 0     | 13-15  | 17-19  | 0      |        |
| NC Report                | avril 2015    | Voix   | 35,2 % | 20,2 % | 8,2 %   | 5,1 %  | –     | 11,2 % | 13,4 % | 4,4 %  |        |
| NC Report                | avril 2015    | Sièges | 40-42  | 23-25  | 7-8     | 2-4    | –     | 11-12  | 12-13  | 0      |        |
| Metroscopia              | avril 2015    | Voix   | 24,5 % | 21,0 % | 10,9 %  | 5,9 %  | –     | 16,9 % | 17,7 % | 3,1 %  |        |
| Metroscopia              | avril 2015    | Sièges | 28     | 23     | 9       | 5      | –     | 17     | 17     | 0      |        |
| SigmaDos                 | mars 2015     | Voix   | 28,8 % | 19,5 % | 8,4 %   | 6,8 %  | 1,6 % | 17,3 % | 15,2 % | 2,4 %  |        |
| SigmaDos                 | mars 2015     | Sièges | 30-32  | 20-21  | 8       | 6      | 0     | 17-19  | 15-16  | 0      |        |
| SigmaDos                 | mars 2015     | Voix   | 30,6 % | 19,4 % | 10,2 %  | 5,2 %  | 3,9 % | 14,3 % | 12,9 % | 3,5 %  |        |
| SigmaDos                 | mars 2015     | Sièges | 33-36  | 21-22  | 9-10    | 4      | 0     | 15-16  | 14     | 0      |        |
| Jaime Miquel & Asociados | janvier 2015  | Voix   | 30,8 % | 18,6 % | 8,5 %   | 4,4 %  | 4,1 % | 20,9 % | 3,9 %  | 8,8 %  |        |
| Jaime Miquel & Asociados | janvier 2015  | Sièges | 36-41  | 22-24  | 8-9     | 0-4    | 0-4   | 23-25  | 0-2    | 0      |        |
| Metroscopia              | octobre 2014  | Voix   | 29,9 % | 25,8 % | 13 %    | 8,4 %  | 3 %   | 15,3 % |        | 4,6 %  |        |
| Metroscopia              | octobre 2014  | Sièges | 32     | 19     | 14      | 7      | 0     | 17     |        |        |        |
| Eldiario.es              | novembre 2013 | Sièges | 40     | 28     | 13      | 11     | 7     |        |        |        |        |
| El País                  | octobre 2013  | Voix   | 33,9 % | 23,6 % | 13,3 %  | 11,7 % | 6,9 % |        |        | 6,4 %  | 4,2 %  |
| El País                  | octobre 2013  | Sièges | 41     | 27     | 13      | 13     | 5     |        |        |        |        |
| Généralité valencienne   | avril 2013    | Voix   | 30 %   | 25 %   | 12-15 % | 15 %   | 7-8 % |        |        |        |        |
| PSPV-PSOE                | mars 2013     | Voix   | 46,6 % | 19,2 % | 12,8 %  | 10,1 % | 6,6 % |        |        |        |        |
| PSPV-PSOE                | mars 2013     | Sièges | 50-51  | 20-21  | 13      | 10     | 5     |        |        |        |        |
| El País                  | octobre 2012  | Voix   | 34,2 % | 19,9 % | 13,6 %  | 11,5 % | 7,1 % |        |        |        |        |
| El País                  | octobre 2012  | Sièges | 42     | 25     | 13      | 13     | 6     |        |        |        |        |

## Résultat

### Total régional
| Représentation en hémicycle sur un axe gauche-droite du résultat. |                                                          |           |       |       |        |               |  |  |
| Partis                                                            | Partis                                                   | Voix      | %     | +/-   | Sièges | +/-           |  |  |
|                                                                   | Parti populaire (PP)                                     | 658 612   | 26,98 | 23,69 | 31     | 24            |  |  |
|                                                                   | Parti socialiste ouvrier espagnol (PSOE)                 | 509 098   | 20,85 | 7,90  | 23     | 10            |  |  |
|                                                                   | Coalition Compromís (Compromís)                          | 456 823   | 18,71 | 11,34 | 19     | 13            |  |  |
|                                                                   | Ciudadanos (Cs)                                          | 309 121   | 12,66 | Nv    | 13     | 13            |  |  |
|                                                                   | Podemos                                                  | 282 389   | 11,57 | Nv    | 13     | 13            |  |  |
|                                                                   | Accord citoyen (Acord) (ca)                              | 106 917   | 4,38  | 4,38  | 0      | 5             |  |  |
|                                                                   | Union, progrès et démocratie (UPyD)                      | 28 754    | 1,18  | 1,37  | 0      | en stagnation |  |  |
|                                                                   | Parti anticorrida contre la maltraitance animale (PACMA) | 19 781    | 0,81  | 0,42  | 0      | en stagnation |  |  |
|                                                                   | Gagnons le Pays valencien (Ganemos)                      | 18 322    | 0,75  | Nv    | 0      | en stagnation |  |  |
|                                                                   | Vox                                                      | 10 336    | 0,42  | Nv    | 0      | en stagnation |  |  |
|                                                                   | España 2000 (E2000)                                      | 7 509     | 0,31  | 0,20  | 0      | en stagnation |  |  |
|                                                                   | Autres                                                   | 33 518    | 1,37  | –     | 0      | en stagnation |  |  |
|                                                                   |                                                          |           |       |       |        |               |  |  |
| Votes valides                                                     | Votes valides                                            | 2 441 180 | 97,24 |       |        |               |  |  |
| Votes blancs                                                      | Votes blancs                                             | 34 083    | 1,36  |       |        |               |  |  |
| Votes nuls                                                        | Votes nuls                                               | 35 196    | 1,40  |       |        |               |  |  |
| Total                                                             | Total                                                    | 2 510 459 | 100   | –     | 99     | en stagnation |  |  |
| Abstentions                                                       | Abstentions                                              | 1 098 806 | 30,44 |       |        |               |  |  |
| Inscrits / Participation                                          | Inscrits / Participation                                 | 3 609 265 | 69,56 |       |        |               |  |  |

### Par circonscription
|             |             |           |           |        |               |         |         |        |               |           |           |        |               |  |  |  |  |
| Sièges      | Sièges      | 35        | 35        | 35     | en stagnation | 24      | 24      | 24     | en stagnation | 40        | 40        | 40     | en stagnation |  |  |  |  |
|             |             |           |           |        |               |         |         |        |               |           |           |        |               |  |  |  |  |
|             |             | Nombre    | Nombre    | %      | %             | Nombre  | Nombre  | %      | %             | Nombre    | Nombre    | %      | %             |  |  |  |  |
| Inscrits    | Inscrits    | 1 248 550 | 1 248 550 | 100,00 | 100,00        | 416 804 | 416 804 | 100,00 | 100,00        | 1 943 911 | 1 943 911 | 100,00 | 100,00        |  |  |  |  |
| Abstentions | Abstentions | 425 106   | 425 106   | 34,05  | 34,05         | 120 559 | 120 559 | 28,92  | 28,92         | 553 141   | 553 141   | 28,46  | 28,46         |  |  |  |  |
| Votants     | Votants     | 823 444   | 823 444   | 65,95  | 65,95         | 296 245 | 296 245 | 71,08  | 71,08         | 1 390 770 | 1 390 770 | 71,54  | 71,54         |  |  |  |  |
| Nuls        | Nuls        | 12 540    | 12 540    | 1,52   | 1,52          | 4 670   | 4 670   | 1,58   | 1,58          | 17 986    | 17 986    | 1,29   | 1,29          |  |  |  |  |
| Blancs      | Blancs      | 12 550    | 12 550    | 1,53   | 1,53          | 4 274   | 4 274   | 1,44   | 1,44          | 17 259    | 17 259    | 1,24   | 1,24          |  |  |  |  |
| Exprimés    | Exprimés    | 798 354   | 798 354   | 96,95  | 96,95         | 287 301 | 287 301 | 96,98  | 96,98         | 1 355 525 | 1 355 525 | 97,47  | 97,47         |  |  |  |  |
|             |             |           |           |        |               |         |         |        |               |           |           |        |               |  |  |  |  |
| Partis      | Partis      | Voix      | %         | Sièges | +/-           | Voix    | %       | Sièges | +/-           | Voix      | %         | Sièges | +/-           |  |  |  |  |
|             | PP          | 224 935   | 28,17     | 11     | 9             | 86 136  | 29,98   | 8      | 5             | 347 541   | 25,64     | 12     | 10            |  |  |  |  |
|             | PSOE        | 183 946   | 23,04     | 9      | 3             | 69 913  | 24,33   | 6      | 3             | 255 239   | 18,83     | 8      | 4             |  |  |  |  |
|             | Compromís   | 101 368   | 12,70     | 5      | 4             | 41 710  | 14,51   | 4      | 3             | 313 745   | 23,15     | 10     | 6             |  |  |  |  |
|             | Cs          | 114 724   | 14,37     | 5      | 5             | 32 274  | 11,23   | 3      | 3             | 162 123   | 11,96     | 5      | 5             |  |  |  |  |
|             | Podemos     | 98 792    | 12,37     | 5      | 5             | 33 680  | 11,72   | 3      | 3             | 149 917   | 11,06     | 5      | 5             |  |  |  |  |
|             | Acord (ca)  | 35 324    | 4,42      | 0      | 2             | 9 207   | 3,20    | 0      | 1             | 62 386    | 4,60      | 0      | 2             |  |  |  |  |
|             | Autres      | 39 265    | 4,92      |        |               | 14 381  | 5,01    |        |               | 64 574    | 4,76      |        |               |  |  |  |  |